# Pitaja

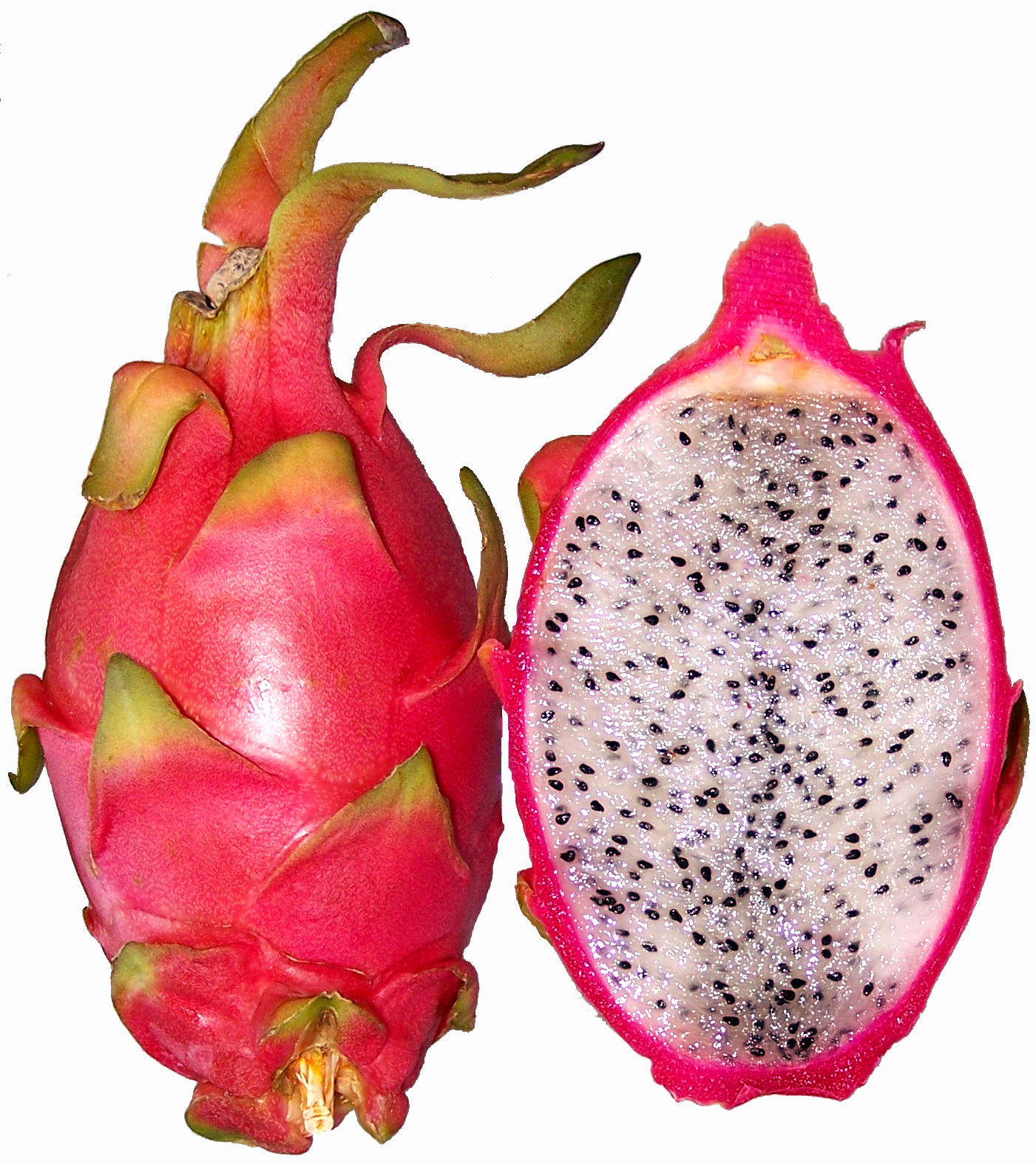
Vörös pitaja (Hylocereus undatus termése)

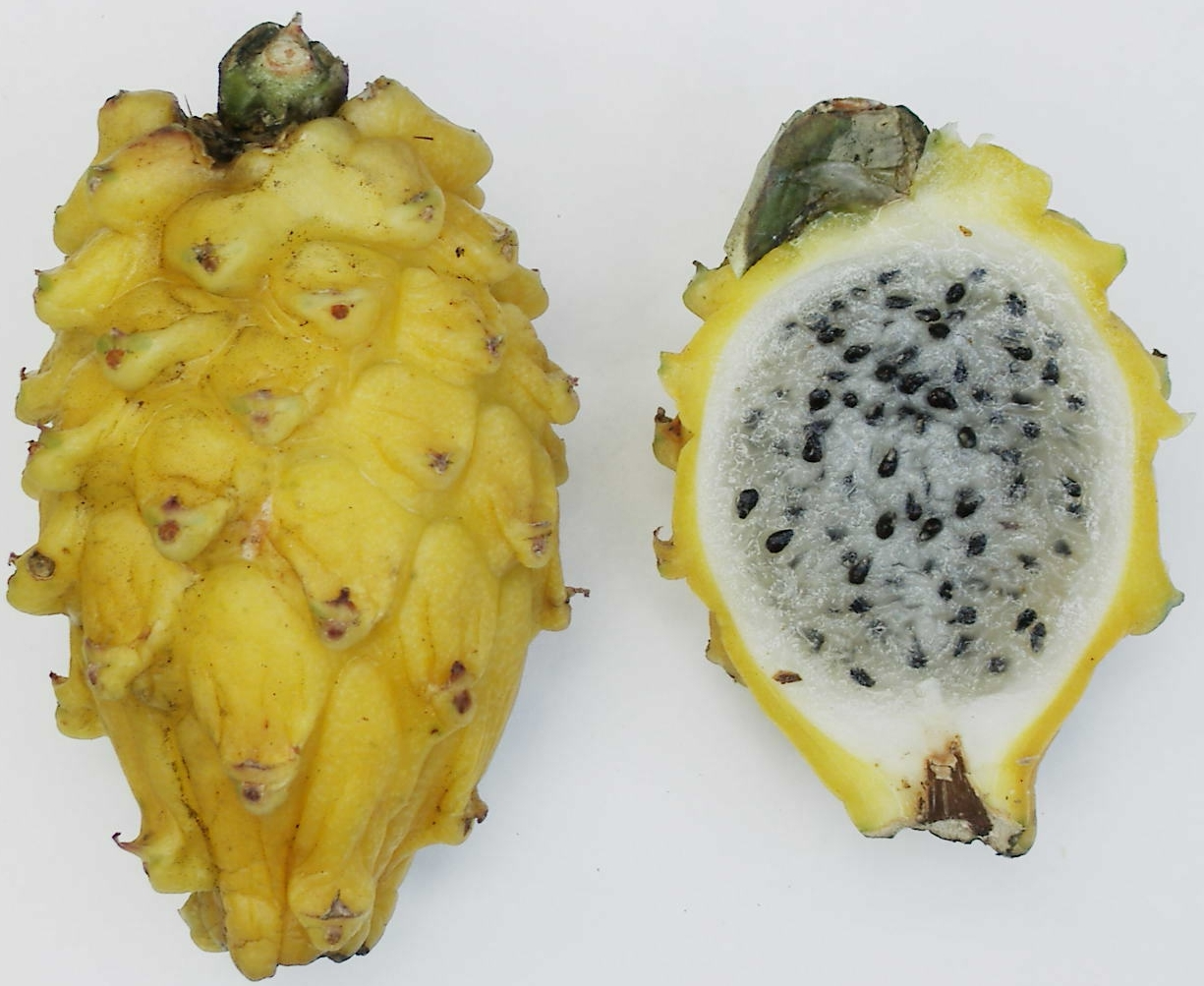
Sárga pitaja (Selenicereus megalanthus) termése

A pitaja (spanyolul: pitahaya vagy pitajaya, alternatív magyar elnevezése: sárkánygyümölcs) egyes oszlopkaktuszok termése, a kaktuszgyümölcsök egyik fő típusa. Szűkebb értelemben csak a kúszókaktusz (Hylocereus spp.) és a Selenicereus nemzetség terméseit nevezzük így, tágabb értelemben az orgonakaktuszokét (Pachycereus spp.) és a Cereus nemzetség fajaiét is. Szórványosan fogyasztják más, közeli rokon nemzetségek egyes fajainak termését is — esetenként ezeket is nevezik pitajának. A pitáját termő kaktuszokat összefoglaló néven pitajakaktusznak is hívják, a „pitaja ”fogalom meghatározatlansága miatt szintén rendkívül bizonytalanul. Angol nyelvterületen a Cereus nemzetség ehető terméseit kaktuszalmának hívják; ezt a terminust mi is átvettük.
Hasonképpen nem tekintjük pitajának a rokon fajok ehető terméseit; ezekről a kaktuszgyümölcsök általános leírásánál eshet szó. Mindebből adódóan alábbi leírásunkban három nemzetség:
- a kúszókaktusz (Hylocereus),
- a Selenicereus és
- a bokorkaktusz (Pachycereus)

gyümölcsei szerepelnek.

## Felhasználása
A pitaja nagyobb és gyakran finomabb is, mint a kaktuszfüge. Húsa fehér, vörös vagy lila; magja kisebb, kevésbé zavarja a gyümölcsevés élvezetét. Héja élvezhetetlen. Illata semleges, íze frissítő és finoman savanykás, egy kicsit az egresére emlékeztet.
A termés ősszel érik. Fogyasztás előtt a töviseket késsel távolítják el; a pikkelyes pitajákat kézzel is meghámozhatjuk. Mexikóban a vékony héjú változatok töviseit kefével távolítják el.
Héja keményebb, mint a kaktuszfügéké. Az éretlen gyümölcs héja zöld, beérve fajtától függően sárga, nagy dudorokkal vagy erősen pirosas-zöldes, lángoló pikkelyekkel.
A sárga héjú változat húsa fehér, fekete magokkal, a piros-zöld héjú változaté pedig piros vagy fehér, szintén fekete magokkal; puha, lédús és frissítő; állaga hasonlít a kiviéhez; zamatosabb, mint a kaktuszfüge.
Az érett gyümölcs puha, a világos fajta héja narancssárgára színeződik, a piros héjú pedig piros vagy méregzöld. A túlérett gyümölcs túlságosan puha.
Felhasználása megegyezik a kaktuszfügéével. Nyersen gyümölcsként eszik vagy gyümölcssalátát készítenek belőle.
A lila változatból turmixot is készítenek tej, méz és mentalevél hozzáadásával. Segíti az emésztést, de túlzott fogyasztása hasmenést okozhat.

### Fajtái

#### Hylocereus triangularis
A hárombordás kúszókaktusz (Hylocereus triangularis) termése a meglehetősen bizarr kinézetű piros pitaja, amelynek méregzöld pikkelyei egy sárkány bőrére emlékeztetnek — innen ered népi neve, a sárkánygyümölcs. Átmérője kb. 5–6 cm, a hossza kb. 8–10 cm, alakja ovális. Jellegzetes vagy akárcsak érezhető illata nincs. A héjától könnyen leválasztható fehér, áttetsző gyümölcshús csak a sok apró fekete maggal együtt fogyasztható. Kellemesen savanykás, frissítő hatású, egy kicsit az egres ízére emlékeztet.
A gyümölcs kb. 2 hónap alatt érik be, ezalatt héja sötétzöldről liláspirosra színeződik. Ezután néhány nappal a színes termésburok kettéhasad, de a rászáradt virágmaradvány rajta marad. Újabb néhány nap múlva a termés lepottyan. Az ehető belső rész kis fehér fonalgombolyaghoz hasonlít (benne a magvak fekete pöttyeivel), és a külső burok leválasztása után egyben, kanállal könnyen kiemelhető. A gyümölcshús a víznél jóval könnyebb. A kissé nyálkás és ragadós gyümölcshús íze kellemes, enyhén édes, egy picit savanykás és teljesen egyedi. Illata gyakorlatilag nincs. Egy-egy termésben kb. 800–1000, nagyjából szezámmag méretű fekete magocska ül — a magok a virág felőli részen sűrűbben, a kocsány felőlin ritkásabban. A mag az eper vagy a kivi magjához hasonlóan könnyen szétroppantható. Kevés porcukorral vagy szőlőcukorral édesítve az íze jobban érvényesül. Érdemes a burok felbontása és leválasztása után gyorsan megenni, mert hamar a száradni kezd és az ízéből is veszít; eközben csillogó, fényes színe kifakul. Elég gyorsan rothad és penészedik. Fogyasztását megkönnyíti, hogy a terméshéj nagy pikkelylevelei nem szúrnak és töviscsomók sincsenek rajtuk. Az érett, piros termések önmagukban is igen mutatósak.

#### Hylocereus guatemalensis
A guatemalai kúszókaktusz (Hylocereus guatemalensis) gyümölcse a hárombordás kúszókaktuszénál nagyobb, 10–12 cm-es. Lilásrózsaszín héját ennek is puha pikkelyek borítják, de a termés húsa liláspiros. Íze a kivihez hasonló, de édesebb, mintha mézzel és olívaolajjal ízesítették volna. Frissen desszertként, gyümölcssalátákban, fagylalttal és sörbetben is fogyasztják.

#### Hylocereus undatus
A hullámos kúszókaktusz (Hylocereus undatus) ovális termése akár 15 centiméteresre is megnőhet. Pikkelylevelei pirosak, rózsaszínűek, vagy sárgák lehetnek. A fehér terméshús lédús. Rengeteg nagyon apró, fekete magot tartalmaz, íze édeskésen savanyú. Fogyasztható friss gyümölcsként vagy üdítőitalként.

#### Hylocereus megalanthus
A nagyvirágú kúszókaktusz (Hylocereus megalanthus) kb. 110 mm hosszú, sárga, csak kevés tövist hordozó termése az ún. sárga pitaja. A termés húsa fehér vagy bíbor színű.

#### Selenicereus grandiflorus
Az éjkirálynő kaktusz (Selenicereus grandiflorus) piros vagy vörös alapszínű, sárgás beütésű bogyótermése szilva, körte vagy tojásdad alakú, átmérője mintegy 8cm. A gyümölcsöt borító barnás, gyapjúszerű szőrzetből sárgás tövisek állnak ki. 

#### Selenicereus chrysocardium
Thomas Noller hívta fel a figyelmet arra, hogy ezt gyümölcsöt a maják régóta eszik, és édes pitaja (pitahaya dulce) néven ismerik. A 7 cm átmérőjű termés gömb alakú, héja sűrűn tövises és sörtés. A mintegy 2 cm hosszú tövisek színe sárgától szürkésbarnáig változik. A gyümölcs húsa szürke, lédús.

## Termesztése
Gyümölcséért leginkább a fehér húsú, úgynevezett vörös pitaját adó hullámos kúszókaktuszt (Hylocereus undatus) termesztik szerte a világon.
A kolumbiai ültetvényeken a kaktuszokat hosszú sorokba ültetik, és a szüret könnyítése érdekében alacsonyra metszik.  A vörös pitaját Nicaraguában is termesztik; gyakran oszlopokra vagy fákra is futtatják.
Cserépben is termeszthető, dugvánnyal is szaporítható.

## Importja
Decembertől márciusig, valamint júliustól augusztusig Kolumbiából és Nicaraguából.

## Tárolása
Az érett gyümölcs körülbelül 12 napig áll el szobahőmérsékleten. Az utóérés érdekében célszerű hűvös helyen, valami puhára fektetve tárolni.